# Saint-Maurice-la-Souterraine
 Saint-Maurice-la-Souterraine  es una comuna (municipio) de Francia, en la región de Lemosín, departamento de Creuse, en el distrito de Guéret y cantón de La Souterraine.
Su población en el censo de 1999 era de 1.048 habitantes.
Está integrada en la Communauté de communes du Pays Sostranien.
Se encuentra junto a la carretera N145 (actualmente autovía), y a menos de 5 km de la autopista A20.

## Demografía
| 1 183 | 1 246 | 1 117 | 1 082 | 1 089 | 1 048 |
| Para los censos de 1962 a 1999 la población legal corresponde a la población sin duplicidades (Fuente: INSEE [Consultar]) |       |       |       |       |       |